# Heaven's Gate (álbum)
Heaven's Gate es un disco de corta duración de la banda Saratoga del año 2003. En un principio iba a colaborar el cantante de Edguy, Tobias Sammet, pero al final, éste les dio plantón.
El Maxi se compone de 4 canciones. dos de ellas Lágrimas de Dolor y Se Olvidó, aparecieron por primera vez en Tiempos de directo, pero nunca antes fueron grabadas en estudio. Mientras que Heaven's Gate y Show me your Pride son la regrabación en inglés de los temas del disco Agotarás Las puertas del cielo y Con mano izquierda

## Canciones
1. Heaven's Gate 3:48
2. Lágrimas De Dolor 5:16
3. Show Me Your Pride 4:30
4. Se Olvidó 4:24

## Formación
- Leo Jiménez, voz
- Jero Ramiro, guitarra
- Niko del Hierro, bajo
- Dani Pérez, batería

- Datos: Q9002330